# Catasetum macrocarpum
Catasetum macrocarpum är en orkidéart som beskrevs av Louis Claude Marie Richard och Carl Sigismund Kunth. Catasetum macrocarpum ingår i släktet Catasetum och familjen orkidéer. Inga underarter finns listade i Catalogue of Life.

## Bildgalleri

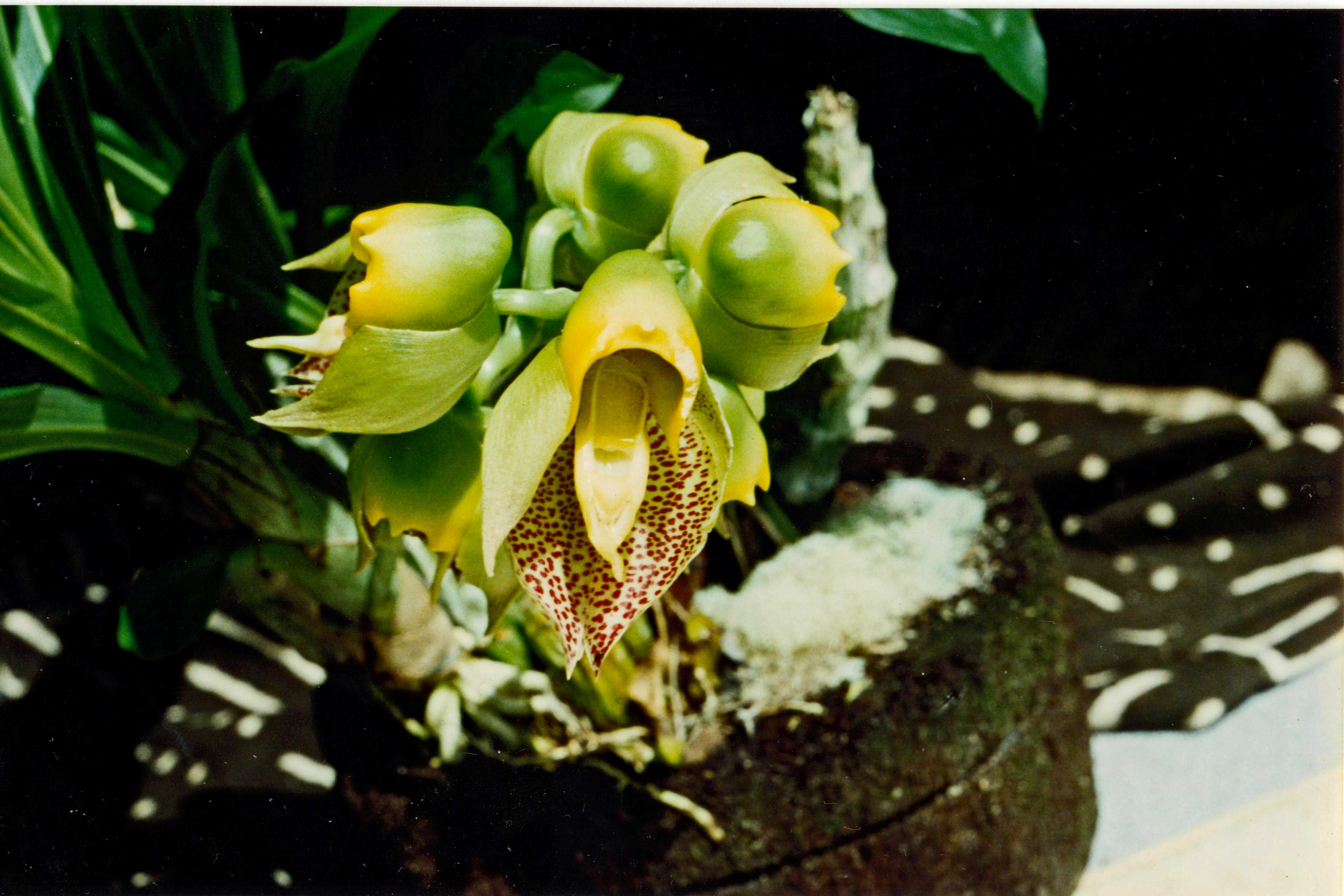
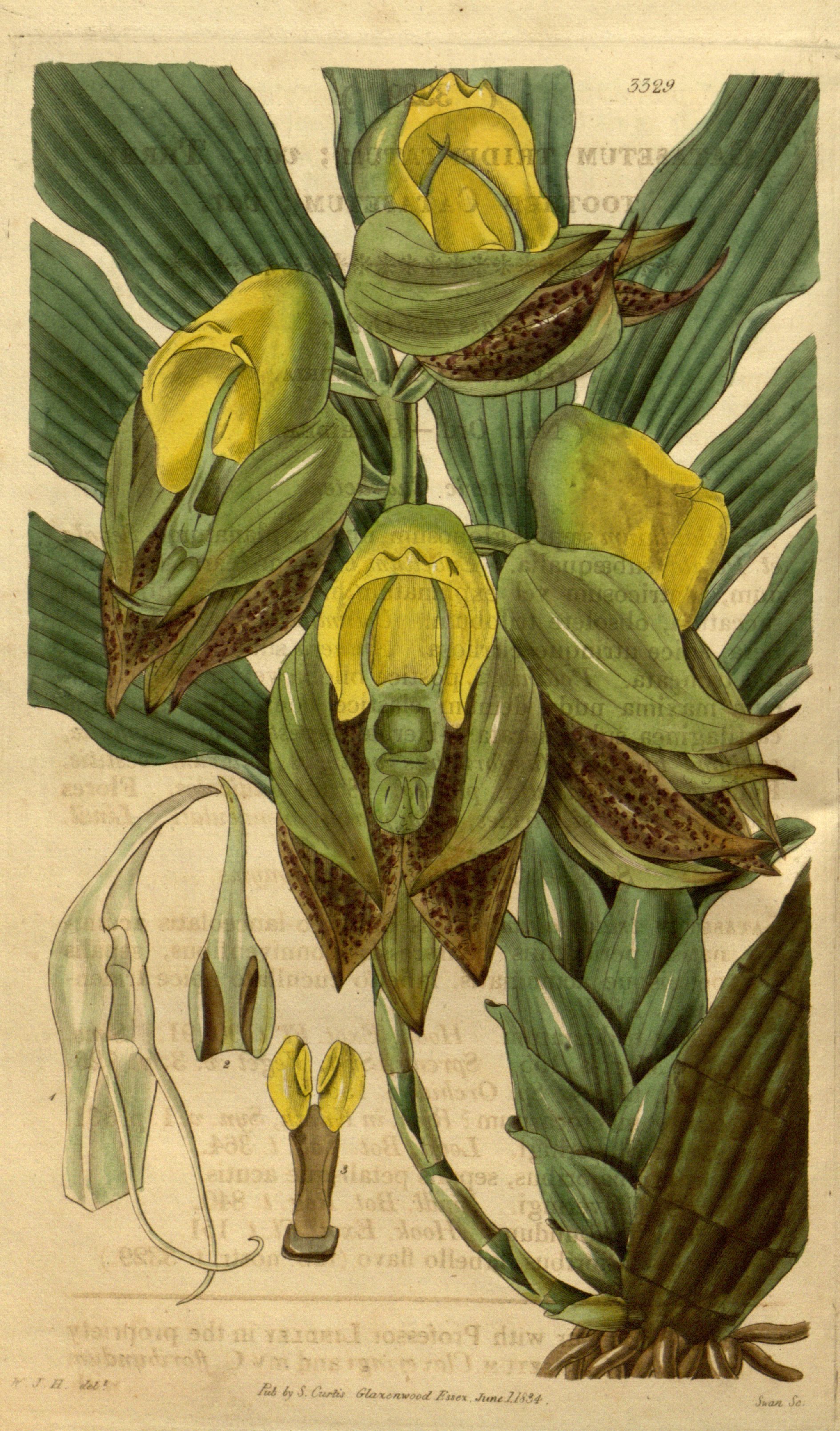
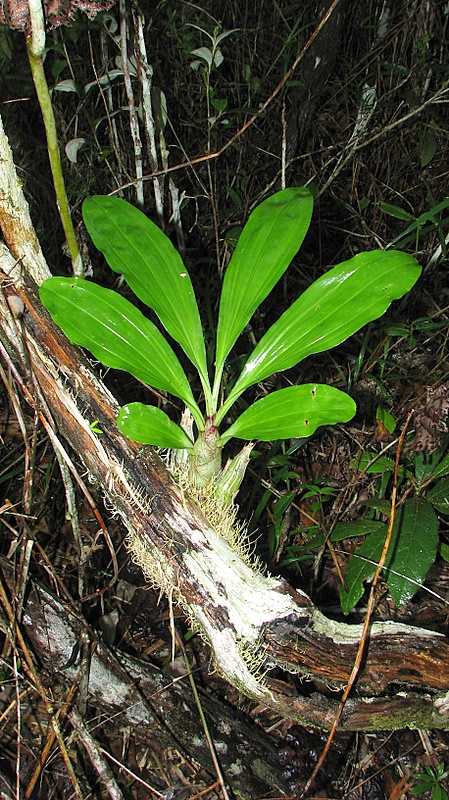
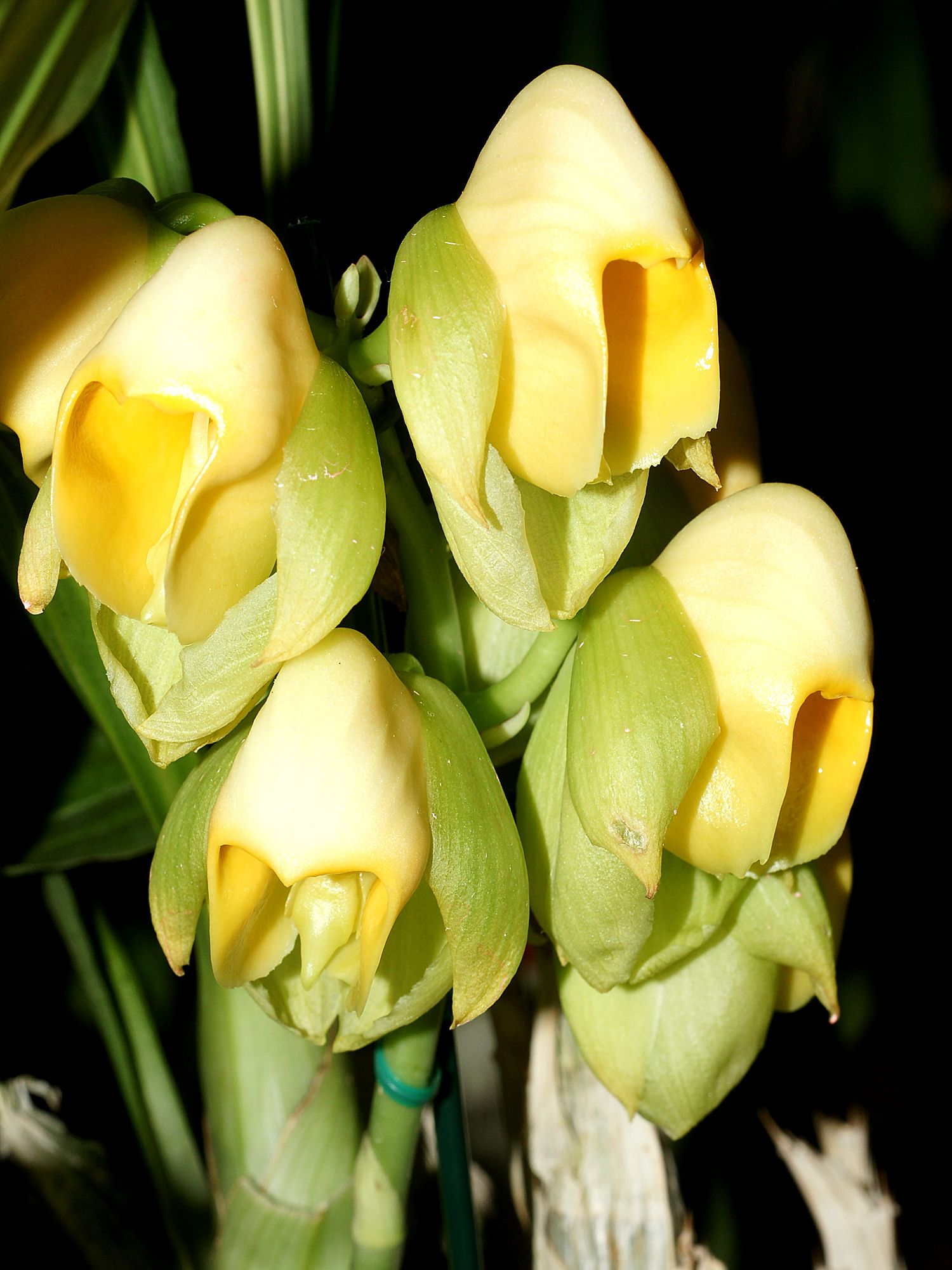
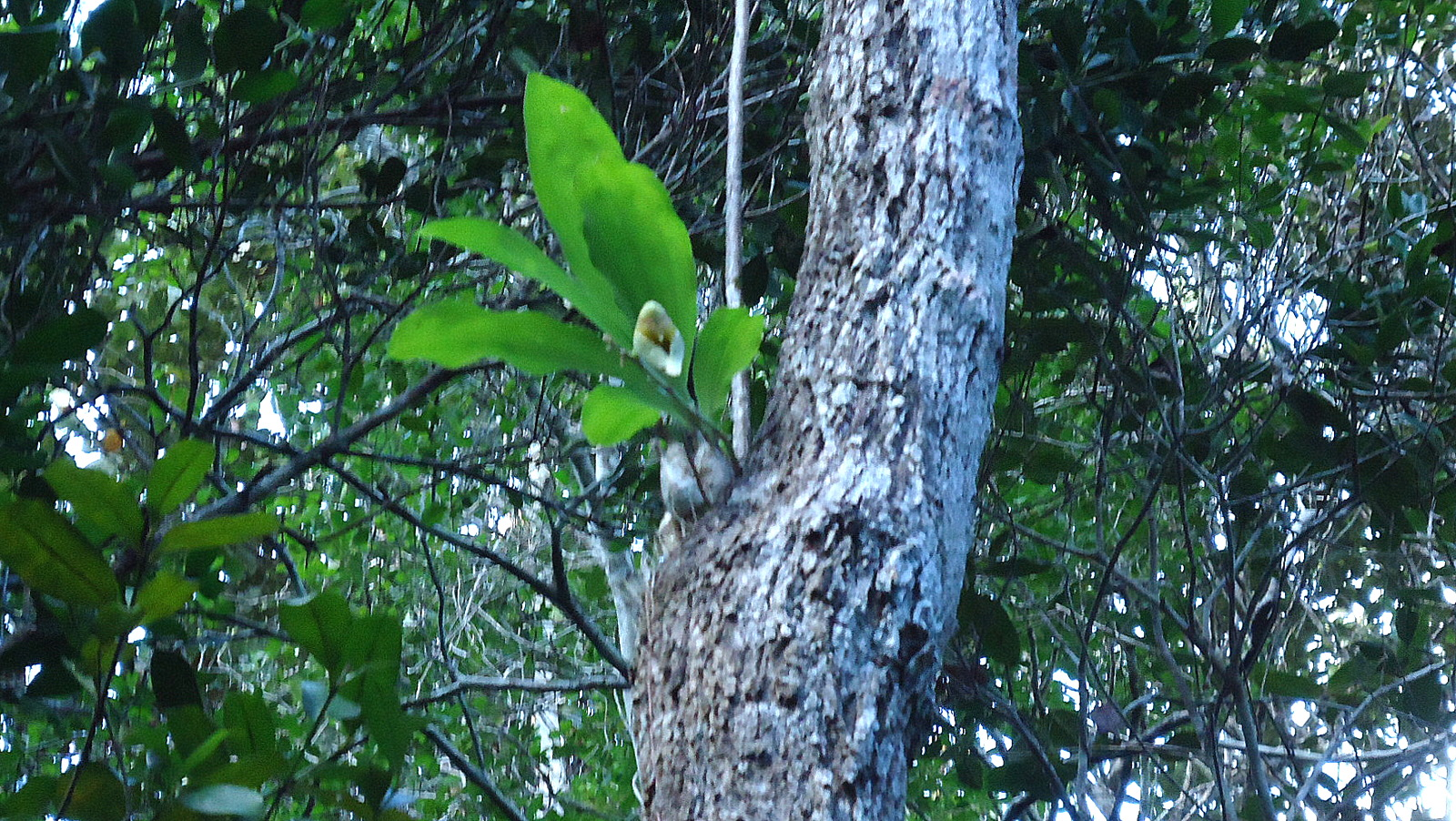
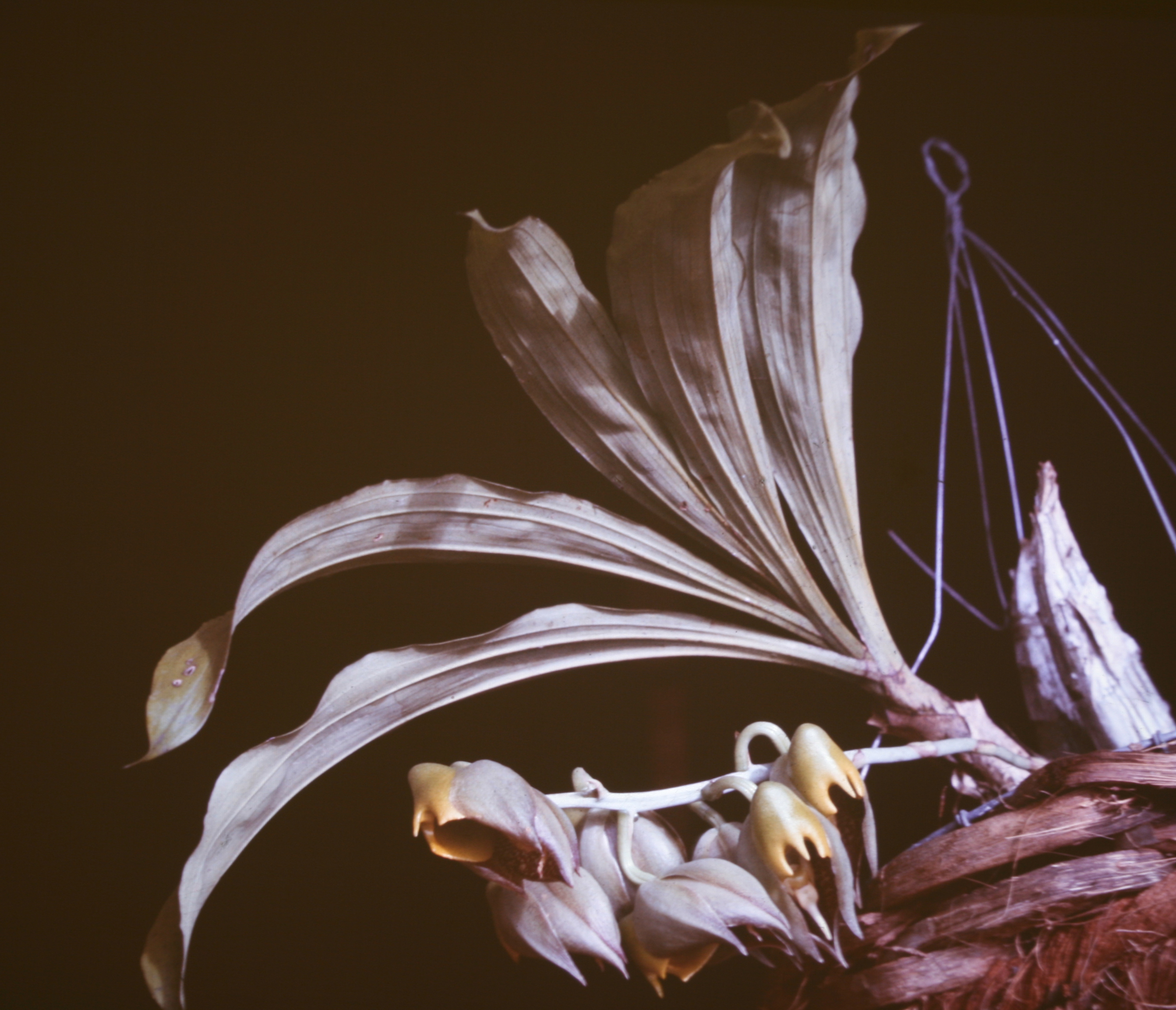